# Filfing
Filfing, früher auch Fülfing, ist eine Ortschaft in der Gemeinde Klein St. Paul im Bezirk Sankt Veit an der Glan in Kärnten (Österreich). Die Ortschaft hat 61 Einwohner (Stand 1. Jänner 2024). Sie liegt auf dem Gebiet der Katastralgemeinde Filfing.

## Lage
Die Ortschaft liegt östlich und nordöstlich des Gemeindehauptorts Klein Sankt Paul, an den westlichen Hängen der Saualpe. Zu ihr gehören die Häuser, die sich in der Katastralgemeinde Filfing befinden. Bei Einführung der Straßennamen in der Gemeinde wurde im südlichen und südwestlichen Bereich der Katastralgemeinde Filfing auf die Ortschaftsgliederung nicht Rücksicht genommen, sodass die Straßen Fladnitzweg und Badstraße, die sich über die Katastralgemeinden hinweg erstrecken, Häuser verschiedener Ortschaften umfassen.
In Filfing werden die folgenden Hofnamen geführt: Karrer (Nr. 1), Wratschnig (Nr. 2), Bernle (Nr. 5), Kastraun (Nr. 8), Drischnig (Nr. 9), Binder (Nr. 10), Gruber (Nr. 12), Poinig (Nr. 14), Hubmann (Nr. 16), Honi (Nr. 17), Kreuzer (Nr. 18), Kaiser (Nr. 19), Grunizer (Nr. 22), Neubauer (Nr. 23), Fasch (Nr. 25), Ratoinig (Nr. 26), Schmierbauer (Nr. 27), Hartl (Nr. 29), Trostbauer (Nr. 31) und Zöhrer (Nr. 32), sowie Pongerbauer (Fladnitzweg Nr. 16), Krassnig (Fladnitzweg Nr. 20) und Vicdom (Fladnitzweg Nr. 25) sowie Hasbauer (Badstraße 16).

## Geschichte
Der Ortsname leitet sich vom altslowenischen bilbu (= Dummkopf) ab. Auf dem Gebiet der Steuergemeinde Filfing liegend, gehörte der Ort in der ersten Hälfte des 19. Jahrhunderts zum Steuerbezirk Eberstein. Bei Gründung der Ortsgemeinden im Zuge der Reformen nach der Revolution 1848/49 kam Filfing an die Gemeinde Klein Sankt Paul.

## Bevölkerungsentwicklung
Für die Ortschaft zählte man folgende Einwohnerzahlen:
- 1849: 286 Einwohner[3]
- 1869: 33 Häuser, 287 Einwohner[4]
- 1880: 32 Häuser, 259 Einwohner[5]
- 1890: 31 Häuser, 259 Einwohner[6]
- 1900: 33 Häuser, 247 Einwohner (davon Wöltschnig 2 Häuser, 9 Einwohner)[7]
- 1910: 33 Häuser, 228 Einwohner (davon Wöltschnig 2 Häuser, 10 Einwohner)[8]
- 1923: 31 Häuser, 215 Einwohner (davon Wöltschnig 2 Häuser, 7 Einwohner)[9]
- 1934: 201 Einwohner[10]
- 1951: 178 Einwohner[11]
- 1961: 34 Häuser, 159 Einwohner[12]
- 1971: 146 Einwohner[11]
- 1981: 132 Einwohner[11]
- 1991: 114 Einwohner[11]
- 2001: 36 Gebäude (davon 29 mit Hauptwohnsitz) mit 37 Wohnungen; 95 Einwohner und 10 Nebenwohnsitzfälle; 36 Haushalte; 3 Arbeitsstätten, 23 land- und forstwirtschaftliche Betriebe[13]
- 2011: 34 Gebäude, 77 Einwohner, 33 Haushalte, 3 Arbeitsstätten[14]
- 2021: 28 Gebäude, 63 Einwohner, 27 Haushalte, 12 Arbeitsstätten[15]

## Ortschaftsbestandteil Wöltschnig
Wöltschnig am Südostrand der Streusiedlung wurde zu Beginn des 20. Jahrhunderts als Ortschaftsbestandteil von Filfing geführt, für den Volkszählungsergebnisse separat ausgewiesen wurden.